# Dusnok
Dusnok (horvátul: Dušnok) község Bács-Kiskun vármegye Kalocsai járásában.

## Fekvése
A falu a Kalocsai Sárköz egyik Vajas-menti települése, nagyjából félúton fekszik Baja és Kalocsa városok között. Budapesttől 135 kilométerre délre helyezkedik el, a Duna bal partján; a folyótól mintegy 5 kilométerre fekszik.
A környék jellegzetes folyómenti táj, amelynek felszínét, termékeny földjeit, bőséges erdeit a Duna, a Vajas és az Örjeg vizei alakították ki.

### Megközelítése
Legfontosabb közúti megközelítési útvonala az 51-es főút, ezen érhető el az ország középső részei, illetve Baja irányából is. Közigazgatási területét érinti délen az M9-es autóút, keleten pedig az 5312-es út is.

## Története
III. Béla 1193–1196 között kelt adománylevele említi először Dusnok nevét. 1639-ben mint puszta Miskey János és Veres István birtoka volt. A 17. század végén dalmáciai és boszniai katolikusok népesítették be a települést. A 18. század elején a gróf Cseszneky család követelte vissza, de végül a kalocsai érsekség birtoka lett. A település 1780-ban és 1864-ben hatalmas tűzvész áldozatául esett.

## Közélete

### Polgármesterei
- 1990–1994: Palotai Péter (független)[3]
- 1994–1998: Szegedi Ágnes (független)[4]
- 1998–2002: Szegedi Ágnes (független)[5]
- 2002–2006: Palotai Péter (független)[6]
- 2006–2010: Palotai Péter (független)[7]
- 2010–2014: Palotai Péter (független)[8]
- 2014–2019: Palotai Péter (független)[9]
- 2019–2024: Mindszenti István (független)[10]
- 2024– : Bolvári Dávid (független)[1]

## Népesség
A 17–18. században a népesség rohamos növekedésnek indult, míg 1783-ban 1176, az 1840-es évek végén már 2294 magyarul is tudó rác, római katolikus lakója volt.
Az első lakóházak a templom környékére szerveződtek, itt alakult ki az első iskola és az egykori községháza is. A szétszórt külterületi részek (lakóházak, iskola) is a faluközpont felé települtek be.
A település népességének változása:
| Lakosok száma | 2958 | 2880 | 2754 | 2715 | 2722 | 2671 | 2612 |
|               | 2013 | 2014 | 2018 | 2021 | 2022 | 2023 | 2024 |

2001-ben lakosságának 10,8%-a horvát nemzetiségűnek vallotta magát.
A 2011-es népszámlálás során a lakosok 88,4%-a magyarnak, 18,4% horvátnak, 1,7% németnek, 1,4%-a cigánynak, 0,4% szerbnek mondta magát (11,6% nem nyilatkozott; a kettős identitások miatt a végösszeg nagyobb lehet 100%-nál). A vallási megoszlás a következő volt: római katolikus 80%, református 0,7%, evangélikus 0,2%, görögkatolikus 0,2%, felekezeten kívüli 1,9% (15,8% nem nyilatkozott).
2022-ben a lakosság 91,8%-a vallotta magát magyarnak, 11,4% horvátnak, 1,7% cigánynak, 1,4% németnek, 0,8% szerbnek, 0,2% románnak, 0,1% bolgárnak, 0,1% szlováknak, 2% egyéb, nem hazai nemzetiségűnek (8,2% nem nyilatkozott; a kettős identitások miatt a végösszeg nagyobb lehet 100%-nál). Vallásuk szerint 61,9% volt római katolikus, 1,1% református, 0,3% evangélikus, 0,1% görög katolikus, 0,1% ortodox, 1% egyéb keresztény, 0,7% egyéb katolikus, 4,5% felekezeten kívüli (30,1% nem válaszolt).

## Gazdaság
Gazdasági életét évszázadok óta a víz közelsége és a jó minőségű termőföld határozza meg. Elsősorban fűszerpaprika-termesztéssel, víziszárnyasok tartásával foglalkozik a lakosság. Az utóbbi időben egyre nagyobb hangsúlyt helyeznek a víziszárnyasok, elsősorban a kacsák gasztronómiai vonatkozásaira is.

## Sportélete
A település labdarúgócsapata a Dusnok KSE, amelyet 1937-ben alapítottak. A klub alapítása óta a Bács-Kiskun (vár)megyei labdarúgó-bajnokság első- és másodosztályában szerepel, legnagyobb sikere az előbbiben szerzett 1996-os bronzérme. A megyei másodosztályban ötször, legutóbb 2016-ban szerzett bajnoki címet.
A később az NB I-ben is pályára lépő Báló Tamás és Sánta Attila is volt fiatalon a klub játékosa. A csapat szervezett szurkolói clubbal rendelkezik, az Ultras Dusnok 2011 óta járja kedvenceik meccseit.

## Nevezetességei
Római katolikus templom
A falu legmagasabban fekvő részén, a vízparthoz közel épült római katolikus templomot Patachich Gábor érsek emeltette – szárított téglából – 1744-ben, Szent Fülöp és Jakab apostolok tiszteletére. A templom a község legnagyobb részével együtt 1780-ban leégett, de 1844-ben újra felépítették. Freskóit Márton Lajos, oltárképét Kákonyi Asztrik festette.
Kulturális és szórakoztató rendezvény
Nemzetiségi hagyományok ápolása céljából kerül évente megrendezésre pünkösdkor a „Rác pünkösd” kulturális és szórakoztató rendezvény. A színes, változatos programokon 2-3 ezer ember is megfordul. Az éneket, a zenés-táncos hangulatot emeli a kiváló minőségű halászlé, a nemzetiségi jellegű ételek, valamint a dusnoki királylányka, a kékfrankos borok.
Vajas
A községet körülvevő, kanyargós Vajas vize kész horgászparadicsom, már kora tavasztól kiválóan alkalmas evezős túrákra, amelyet nem csak a helyi lakosok használnak ki. Az evezőstúrán résztvevők szívesen térnek vissza.
Erdő és vadászház
Dusnok közigazgatási területén fekszik a lenesi erdő és a vadászház, amelyet külföldi és belföldi vadászok egyaránt szívesen látogatnak.

## Itt születtek
- Tormássy Gábor (1846–1901) római katolikus pap, egyházi író
- Fonyó Sári (1891–1949) banktisztviselő, nőmozgalmi vezető, pártmunkás
- Báló Tamás (1984-) utánpótlás válogatott, NB1-es profi labdarúgó

## Légi felvételek

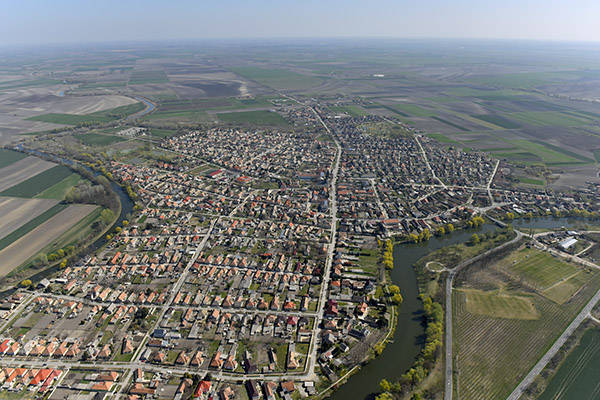
Dusnok látképe madártávlatból
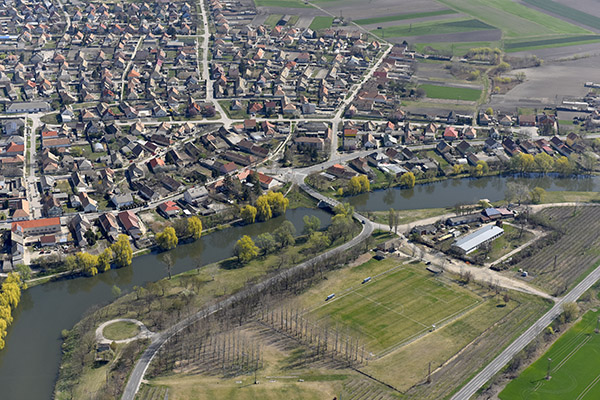
A dusnoki focipálya légi fotón
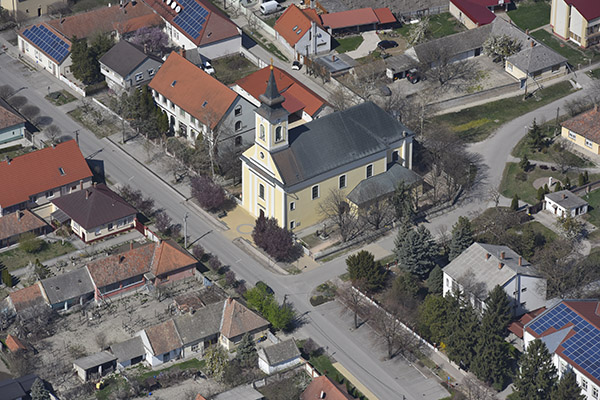
Dusnok, katolikus templom légi felvételen
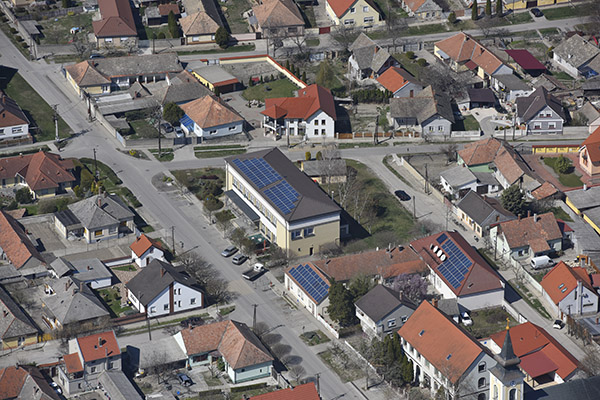
Dusnok a levegőből
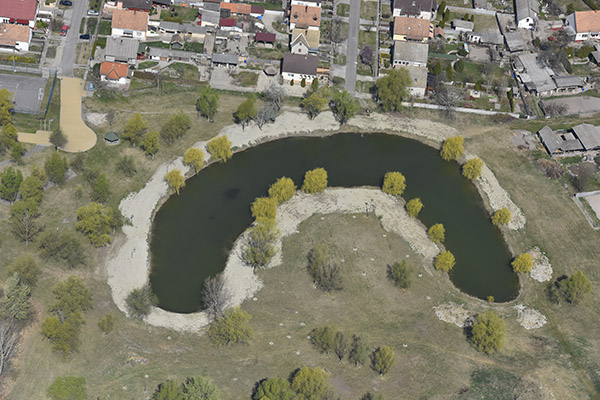
Szabadidőpark a magasból